# 慕尼黑大学
路德维希-马克西米利安-慕尼黑大学（德語：Ludwig-Maximilians-Universität München，簡稱慕尼黑大學或LMU）是一所位於德國巴伐利亞州慕尼黑的綜合性大學。
1472年，由巴伐利亚－蘭茨胡特公国的路德维希公爵所创建，為欧洲历史最為悠久的大学之一。1802年，为纪念创始人路德维希公爵和選帝侯马克西米利安一世，校名變更为（拉丁文），並賦予今日的德语名稱 。
慕尼黑大學為歐洲最著名的大學之一，以其雄厚的學術研究實力享譽國際，曾經培養造就過43位諾貝爾獎得主。2006年10月，慕尼黑大學成為德國為提升大學研究質量的「德國大學卓越計畫」中的「精英大學」之一，並且為首輪第一批入選的三所學校之一。在2012年6月揭曉的第二輪卓越計劃評選和2019年7月揭曉的第三輪卓越計劃評選中，依舊維持其精英大學的地位，並獲得德國聯邦政府的研究資助。截止2020年10月，共有43位校友、教职工及研究人员获得过诺贝尔奖。
慕尼黑大学为德国学术资源最为集中、声誉最佳的高校之一。在2023年QS世界大学排名中，慕尼黑大学名列德国第2，全球第59位。在2023年泰晤士高等教育世界大學排名中，慕尼黑大学名列德国第2，全球第33位。在2022年“上海交通大学世界大学学术排名”中，名列德国第2，全球第57位。在2022-2023年“《美国新闻和世界报导》的全球大学排名”U.S. News & World Report大學排名中，慕尼黑大学名列德国第1，全球第47位。

## 概况

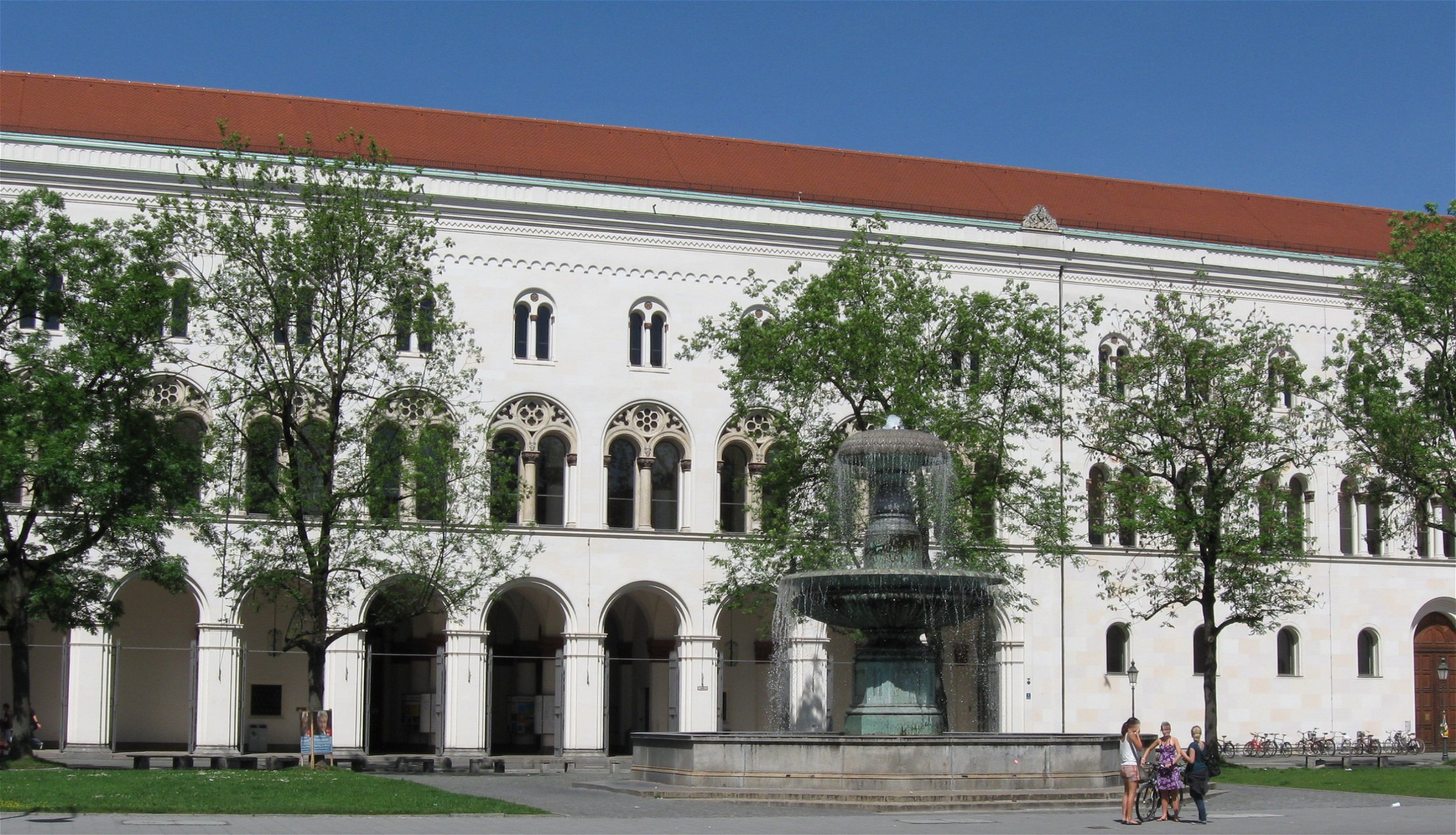
慕尼黑大學位於索爾兄妹廣場的主建築

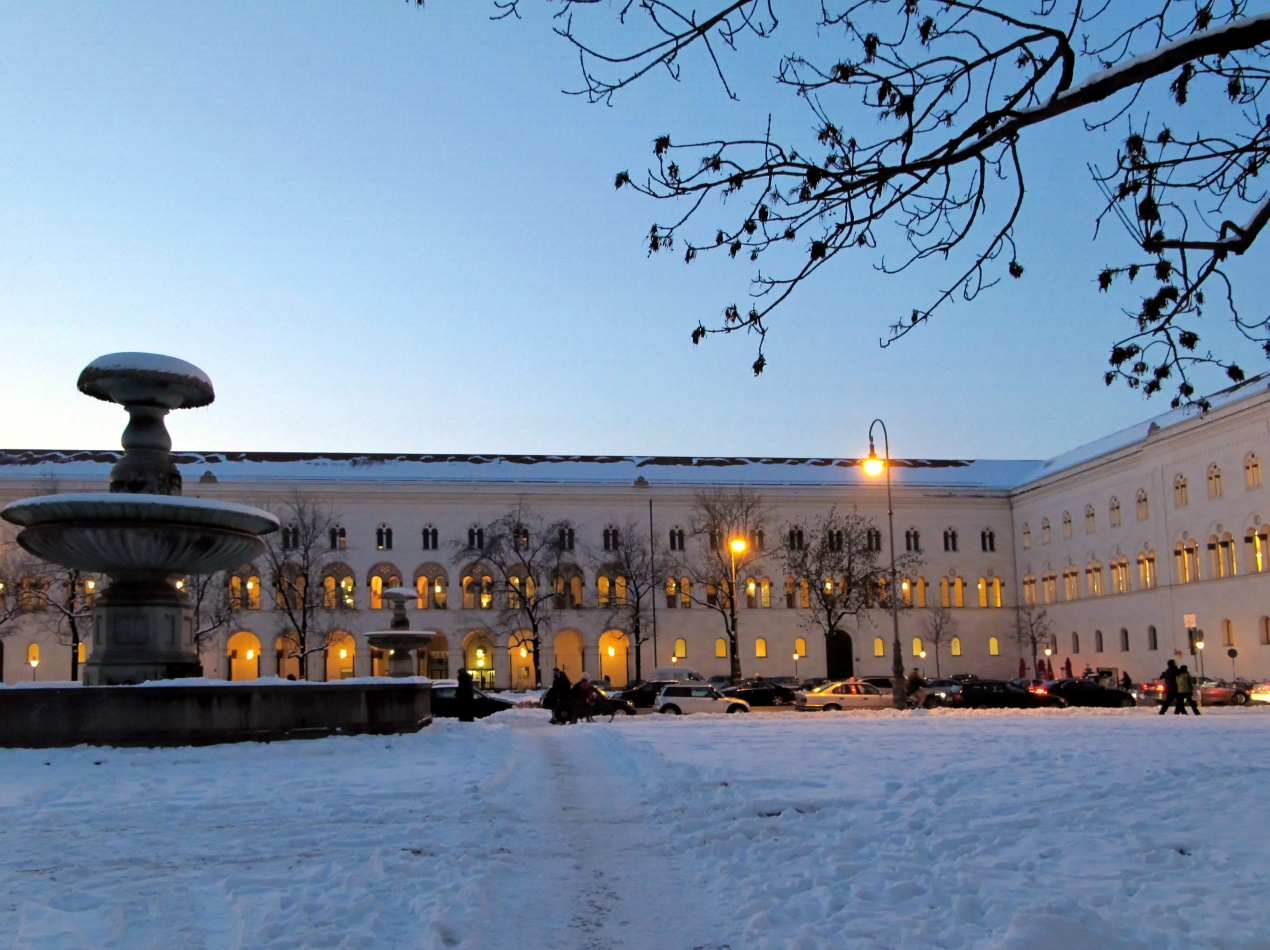
慕尼黑大學胡柏教授廣場與索爾兄妹廣場

慕尼黑大学共设置有18个学院，並提供廣泛多元的学科选择。在2012/13年冬季学期，约有150个专业領域在此獲得研究與傳授，从埃及学到牙医學，幾乎涵蓋了所有的學科領域。因此，慕尼黑大学實為傳統定義下名副其实的综合性大学「universitas」。此外，慕尼黑大学在部分自然科学领域与慕尼黑工业大学存在著相互競合的關係。在不同的世界大學排名調查中，這兩所位於巴伐利亞首府的大學彼此競爭著德國最佳大學的地位。

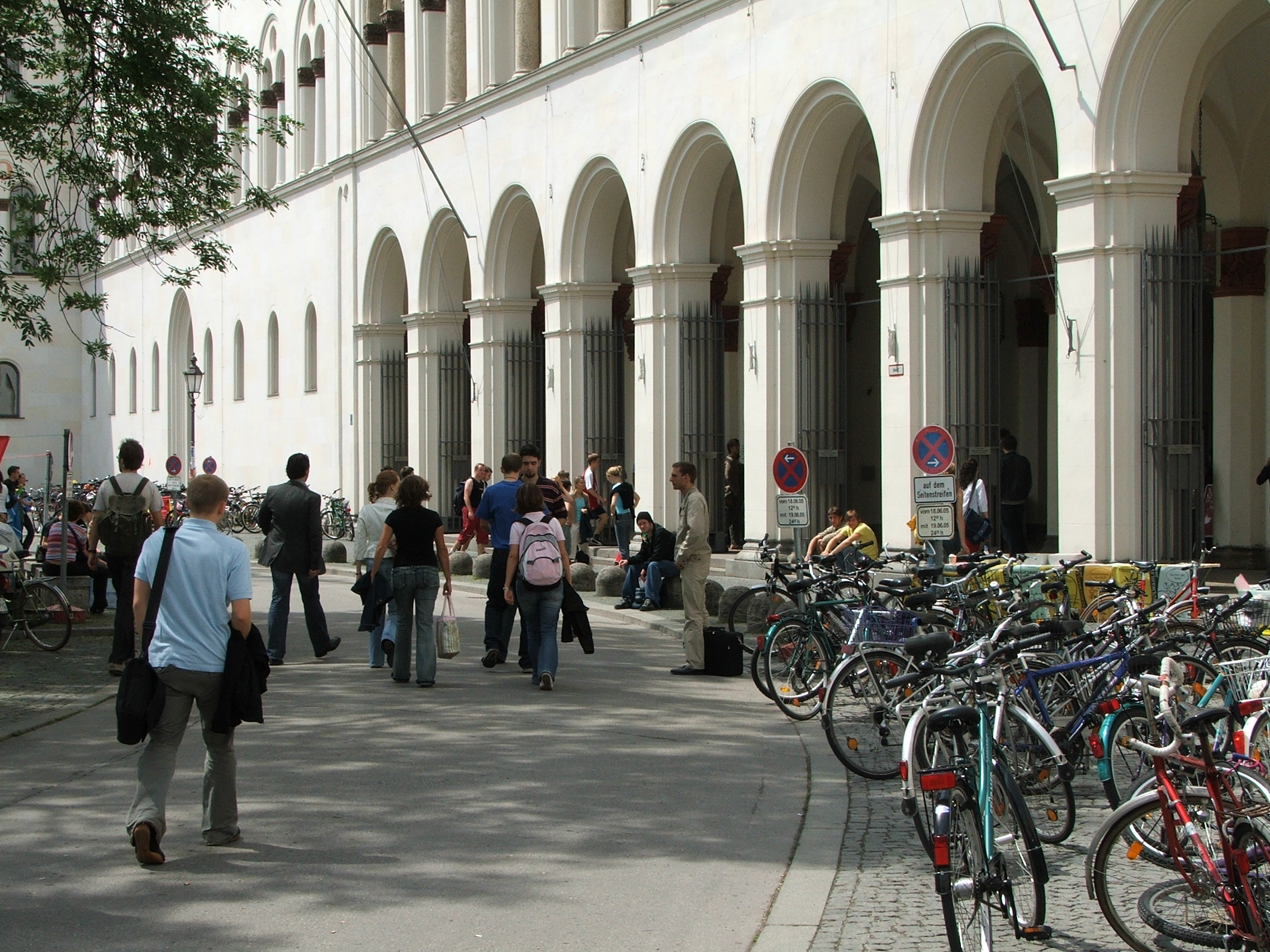
慕尼黑大學位於索爾兄妹廣場的主建築前

擁有超過五百年歷史的慕尼黑大学，以其雄厚的學術研究實力著稱。在大多數研究領域中享有高度的国际聲譽，如自然科学领域中的数学、物理、化学、医学與生物學等，以及人文社會学科中的法学、哲學、神學、经济学、语言学、心理学、教育学與漢學等。在2020年的「QS世界大學學科排名」(QS World University Rankings by Subject)中，總計有19個科系，排名世界前50強，包括：哲學、考古學、物理學與獸醫學等。在嘉兴校区的物理系与马克斯普朗克学会的物理研究所，以及與慕尼黑工業大学联合建立的加速器实验室也曾取得过世界级的成就。慕尼黑大学的科學研究人员多年來荣获多项德國國內與國際性的学术奖励：如著名的德国科学基金会的「莱布尼茨奖」和柯爾博基金會的「德國研究獎」。此外，迄今為止在慕尼黑大学学习或任教的校友中，共計有34人榮获诺贝尔奖。
在2012/13年冬季学期中，慕尼黑大學共有註冊学生48,938名，其中7,039名为外籍学生。全校近五万名学生中，51%为研讀人文社會科學類專業的学生。教職人員方面，目前共有737名专职教授、2,816名學術研究與教学人员，以及2,405名职员。慕尼黑大學另設有大學附属医院，其中包含1,528名医生、216名研究人员、1,666名护理人员，此外还有4,323名相關工作人员。
2011年大学的财政预算达到4.886亿欧元，其中校外资金為1.147亿欧元。

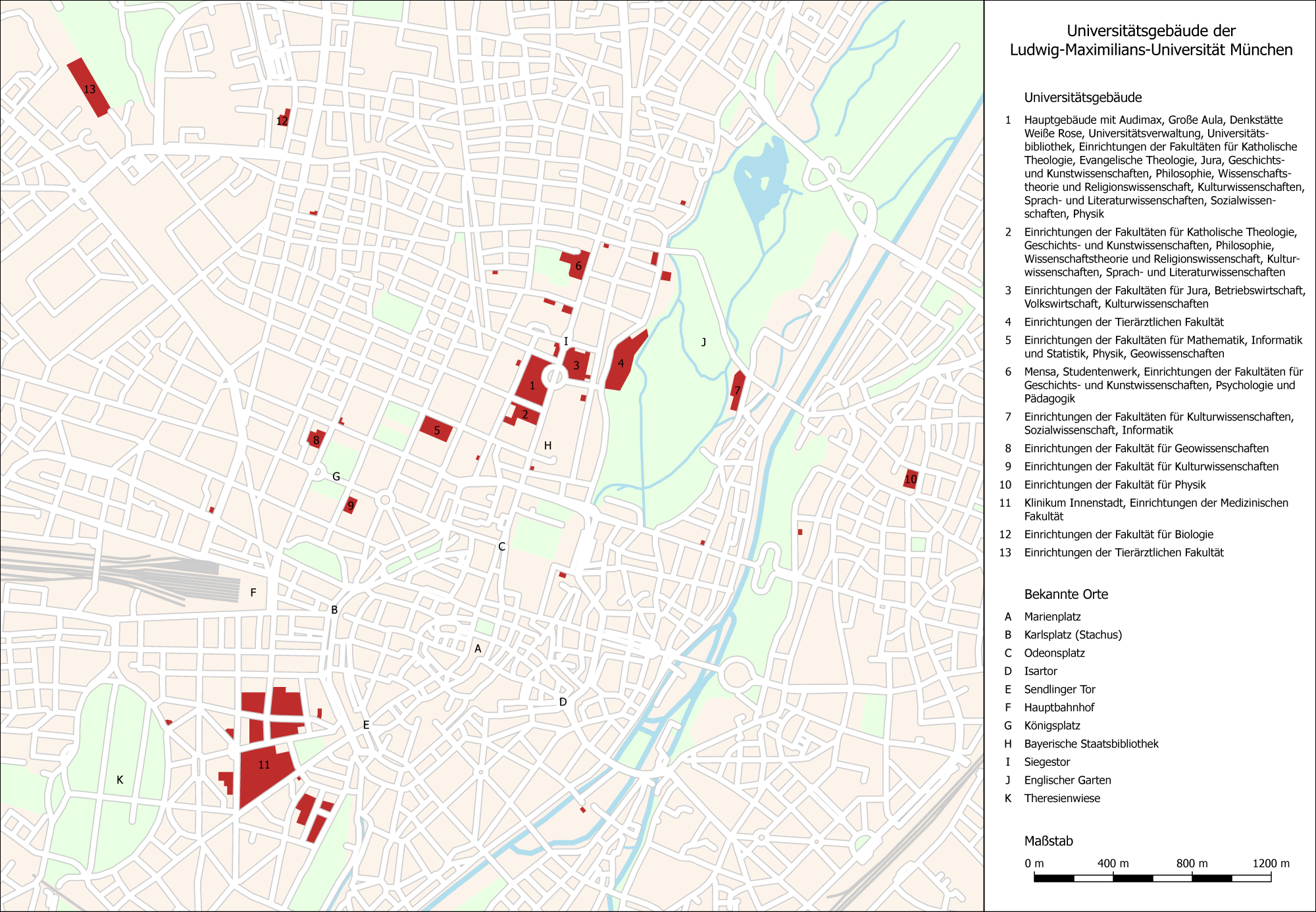
慕尼黑大學校區分佈圖

今天的慕尼黑大学已不再是一所校园中心式大学。除了位于索爾兄妹廣場的大学主校区外，还有位于大哈登地区（Großhadern）的高科技园区（包含世界著名的大学医学中心，生物学中心，药学和化学院系，这些大学的研究机构与比邻的马克斯普朗克学会的生物化学研究所和神经研究所，以及德国联邦生物医药高科技園区，共同组成了德国著名的生命科学中心）。此外慕尼黑还擁有具有悠久历史的大学市内医院，以及相关的专科医療院所如牙医醫院，精神医學醫院及座落于五月大街的妇科医院等。如今多數的慕尼黑大学的研究机构分散在城市中心地帶，如大学主校区北边不遠处即為學生所暱稱為“小猪楼”﹝因外墙粉红色的涂料而得名﹞的教育学和心理学系。再如位於慕尼黑艺术展覽區帶的古生物研究所，地质地理研究所以及绘画陈列馆西南方的“数学楼”（物理系、计算机系和地理系讲课也在此处）。现在位于英国花园的自由欧洲电台所在地的大楼，已经转让予校方做为索爾兄妹政治学研究所，计算机科学，传播学，东亚研究学，生物分子光学研究所及语言信息转化中心。

## 历史
1472年，巴伐利亚-兰茨胡特公國的公爵路德维希九世在英戈尔施塔特创建巴伐利亚公國的第一所大学。
1800年，马克西米利安一世将學校由英戈尔施塔特移至兰茨胡特。
1802年，马克西米利安一世將學校依其創辦人及其自己的名字，更名为「路德维希-马克西米利安大学」。
1826年，巴伐利亞王國的路德维希一世将大学遷移至慕尼黑現在的位置。

## 院系设置

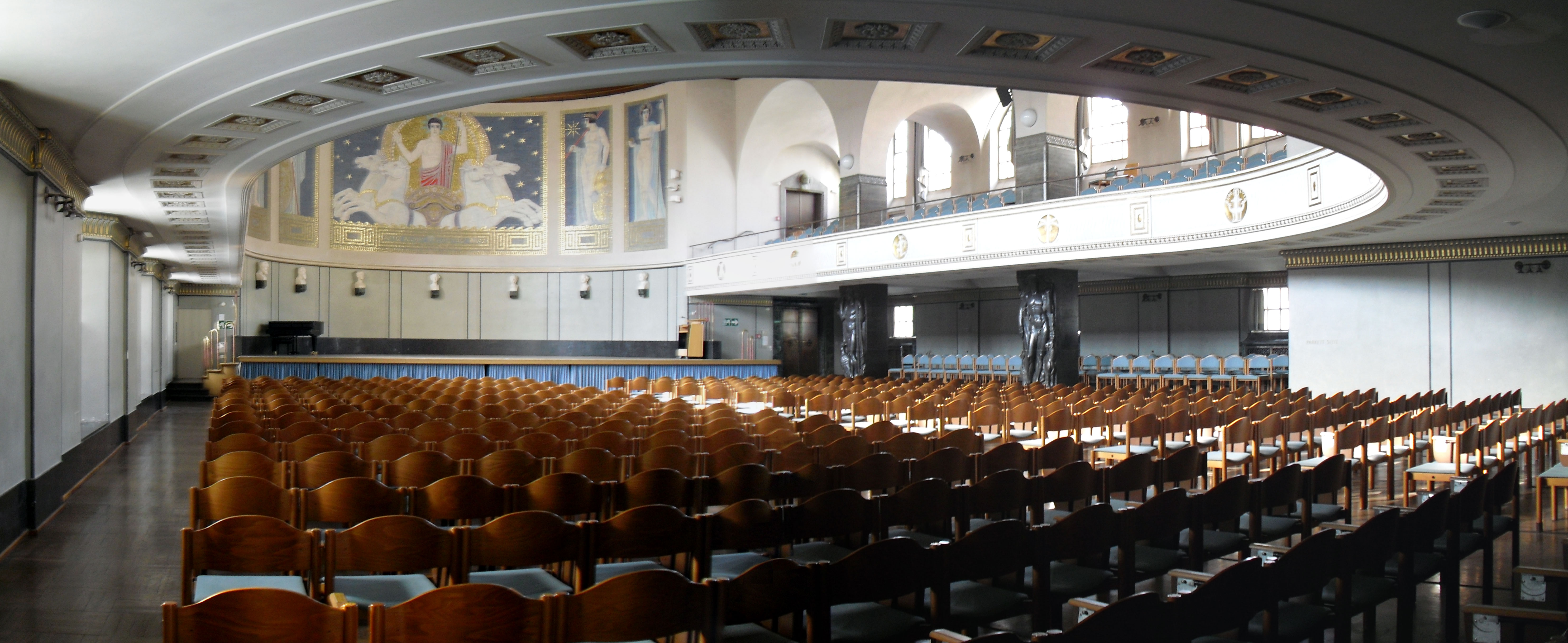
慕尼黑大學主建築之Große Aula

慕尼黑大學现有18个学院，下属包括約150个相關研究系所，以及为医学院实习的诊所。學校的院系命名，隨著時間的發展而有所更迭。原先的第六学院林学院已于1999年归入慕尼黑工業大学，第十三及十四学院則合并為語言學與文學學院。慕尼黑大学成就傑出的学院有慕尼黑管理學院、医学院、法学院、社会学学院、物理学院、化学学院、兽医学院等。
- 01 天主教神学院
- 02 基督教神学院
- 03 法学院
- 04 慕尼黑管理學院
- 05 国民经济学院
- 07 医学院（包括牙医学）
- 08 兽医学院
- 09 历史及艺术学院
- 10 哲学、科学理論及宗教学院
- 11 心理学及教育学院
- 12 文化研究学院
- 13、14 语言学及文学院
- 15 社会科学院
- 16 数学、信息学及统计学院
- 17 物理学院
- 18 化学及药学院
- 19 生物学院
- 20 地质学院

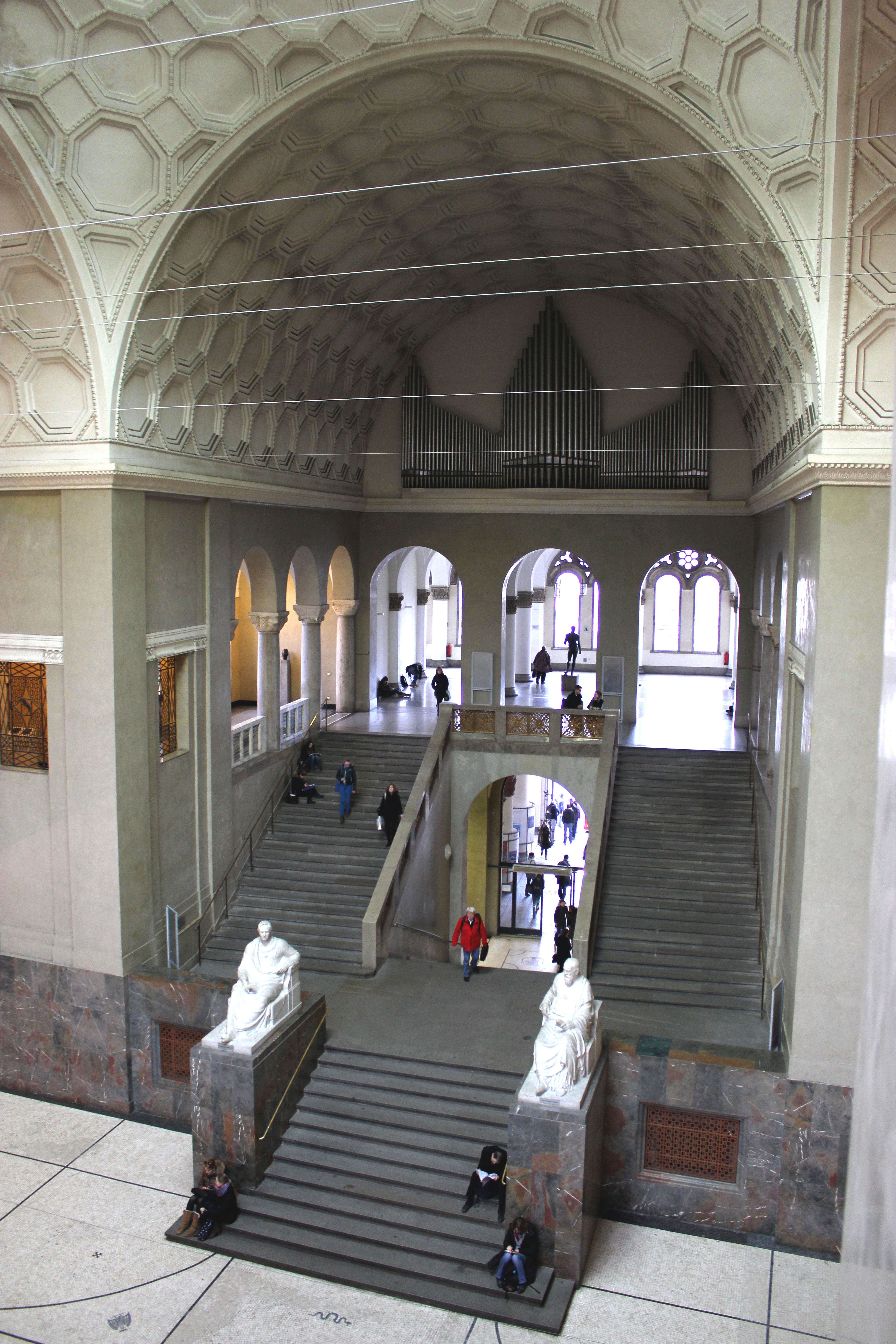
慕尼黑大學主建築內部

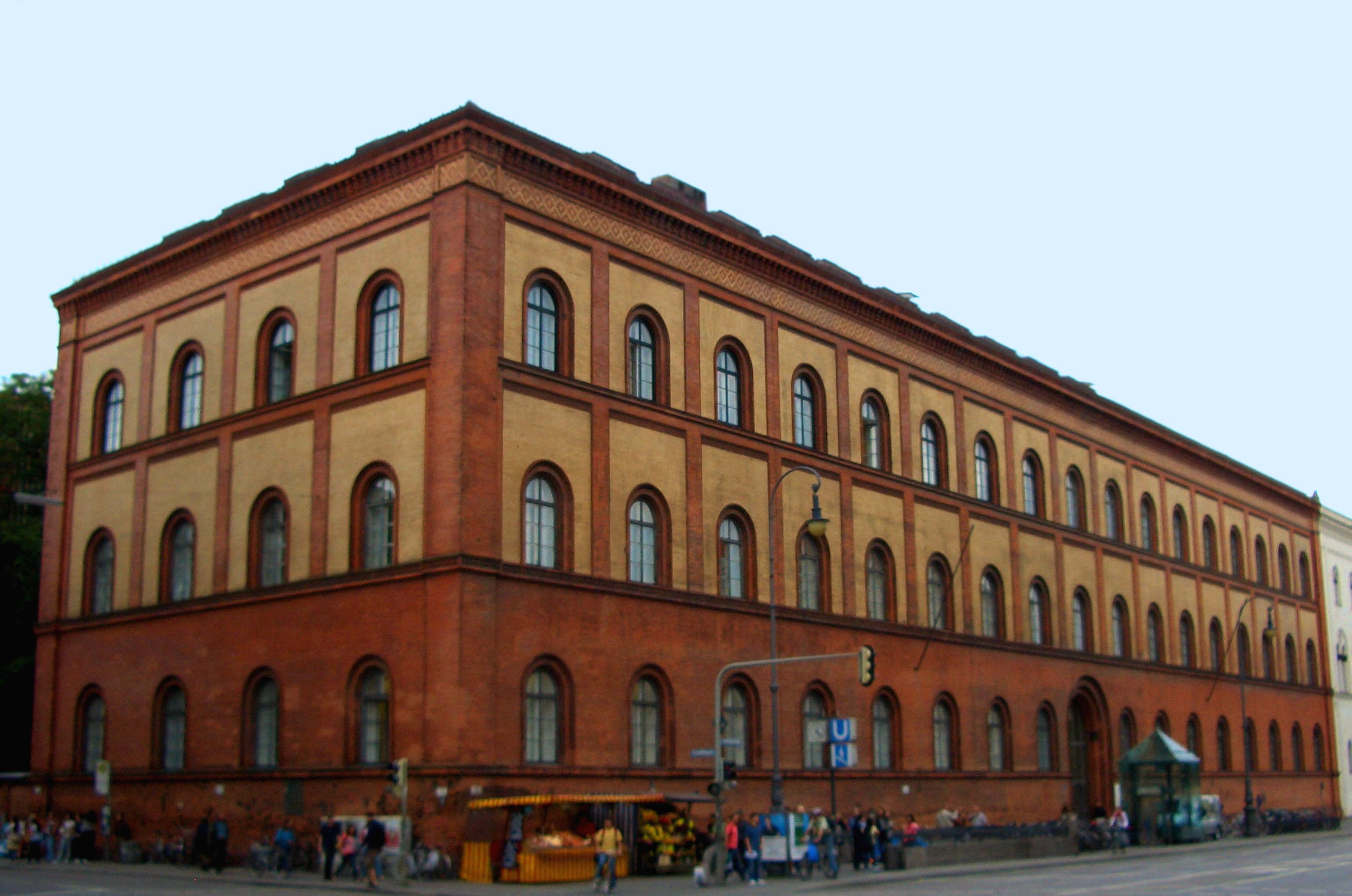
慕尼黑大學總圖書館

慕尼黑大学图书馆建立于1573年。校本部的大學總图书馆和分属各学院、研究系所的圖書分馆共計215个。大學總图书馆的藏书为基础书籍、日常书籍與相關专业书籍，共约140万餘种。合计各研究所的藏书，共440万餘册，与巴伐利亚州图书馆藏书量相當，並以每年约50,000册的速度持續增加中。

## 近期规划

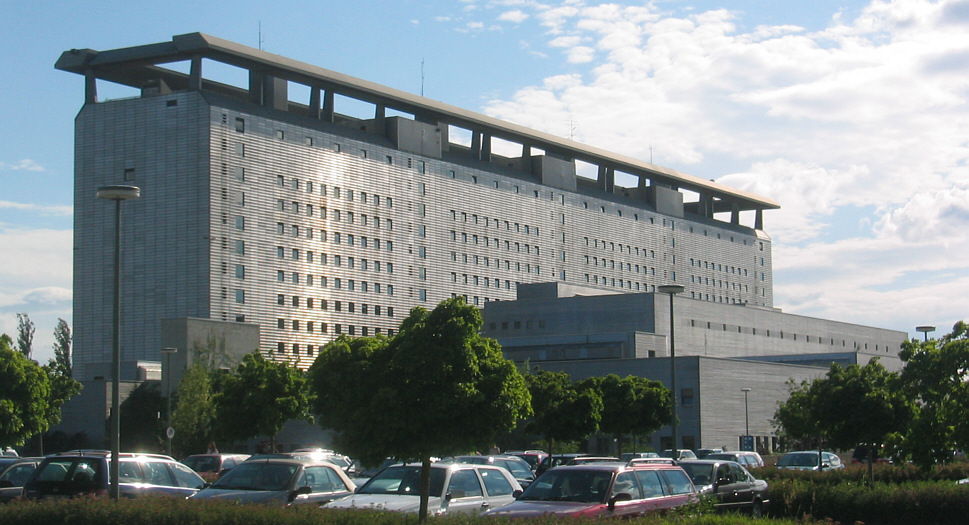
慕尼黑大學Großhadern臨床醫院

根据巴伐利亚州政府2005年6月2日的宣告，慕尼黑大学将在2005至2006年对十三个专业进行改动。它们是社会经济历史，逻辑与科学理论，基督文学，中世纪拉丁文学等等。
在巴伐利亚政府的高科技开放式巴伐利亚计划支持下，慕尼黑大学将长期把所有的自然学科，包括医学集中到位于Großhadern/Martinsried的高科技校园，目前此处已设有大学医院，慕尼黑大学基因中心，化学与药学系，慕尼黑大学生物中心。

## 大學排名
| 年度 | 資料來源                      | 國際排名 | 德國國內排名                                           |
| ---- | ----------------------------- | -------- | ------------------------------------------------------ |
| 2003 | 世界大学学术排名              | 48.      |                                                        |
| 2004 | 世界大学学术排名              | 51.      |                                                        |
| 2005 | 世界大学学术排名              | 51.      | 1.                                                     |
| 2006 | 世界大学学术排名              | 51.      | 1.（位于慕尼黑工业大学，海德堡大学之前）               |
| 2007 | 世界大学学术排名              | 53.      | 1.（位于慕尼黑工业大学，海德堡大学之前）               |
| 2008 | 世界大学学术排名              | 55.      | 1.（位于慕尼黑工业大学，海德堡大学之前）               |
| 2009 | 世界大学学术排名              | 55.      | 1.（位于慕尼黑工业大学，海德堡大学之前）               |
| 2010 | 世界大学学术排名              | 52.      | 1.（位于 慕尼黑工业大学，海德堡大学之前）              |
| 2011 | 世界大学学术排名              | 54.      | 2.（位于 慕尼黑工业大学之后, 海德堡大学之前）          |
| 2012 | 世界大学学术排名              | 60.      | 2.（位于 慕尼黑工业大学之后, 海德堡大学之前）          |
| 2013 | 世界大学学术排名              | 61.      | 3.（位于 慕尼黑工业大学和 海德堡大学之后）             |
| 2014 | 世界大学学术排名              | 54.      | 1.（与 海德堡大学并列, 位于 慕尼黑工业大学之前）       |
| 2015 | 世界大学学术排名              | 52.      | 3.（位列海德堡大学, 慕尼黑工业大学之后）               |
| 年度 | 資料來源                      | 國際排名 | 德國國內排名                                           |
| 2006 | 泰晤士高等教育-QS世界大学排名 | 98.      | 3.（位于海德堡大学，慕尼黑工业大学之后）               |
| 2007 | 泰晤士高等教育-QS世界大学排名 | 65.      | 2.（位于海德堡大学之后）                               |
| 2008 | 泰晤士高等教育-QS世界大学排名 | 93.      | 3.（位于海德堡大学，慕尼黑工业大学之后）               |
| 2009 | 泰晤士高等教育-QS世界大学排名 | 98.      | 4.（位于慕尼黑工业大学，海德堡大学，柏林自由大学之后） |
| 2010 | 泰晤士高等教育世界大學排名    | 61.      | 2.（位于 哥廷根大学之后）                              |
| 2011 | 泰晤士高等教育世界大學排名    | 45.      | 1.（位于 哥廷根大学和海德堡大学之前）                  |
| 2012 | 泰晤士高等教育世界大學排名    | 48.      | 1.（位于 哥廷根大学，海德堡大学和柏林洪堡大學之前）    |
| 2013 | 泰晤士高等教育世界大學排名    | 55.      | 1.（位于 哥廷根大学，海德堡大学und 柏林自由大学之前）  |
| 2014 | 泰晤士高等教育世界大學排名    | 29.      | 1.（位于 哥廷根大学，海德堡大学和柏林洪堡大學之前）    |
| 2015 | 泰晤士高等教育世界大學排名    | 29.      | 1.（位于 海德堡大学与 柏林洪堡大學之前）               |
| 年度 | 資料來源                      | 國際排名 | 德國國內排名                                           |
| 2020 | QS世界大學排名                | 63.      | 2.（位于 慕尼黑工业大学之后，海德堡大学之前）          |

## 诺贝尔奖得主
物理学奖
1. 1901威廉·伦琴（诺贝尔物理学奖）
2. 1911威廉·维恩（诺贝尔物理学奖）

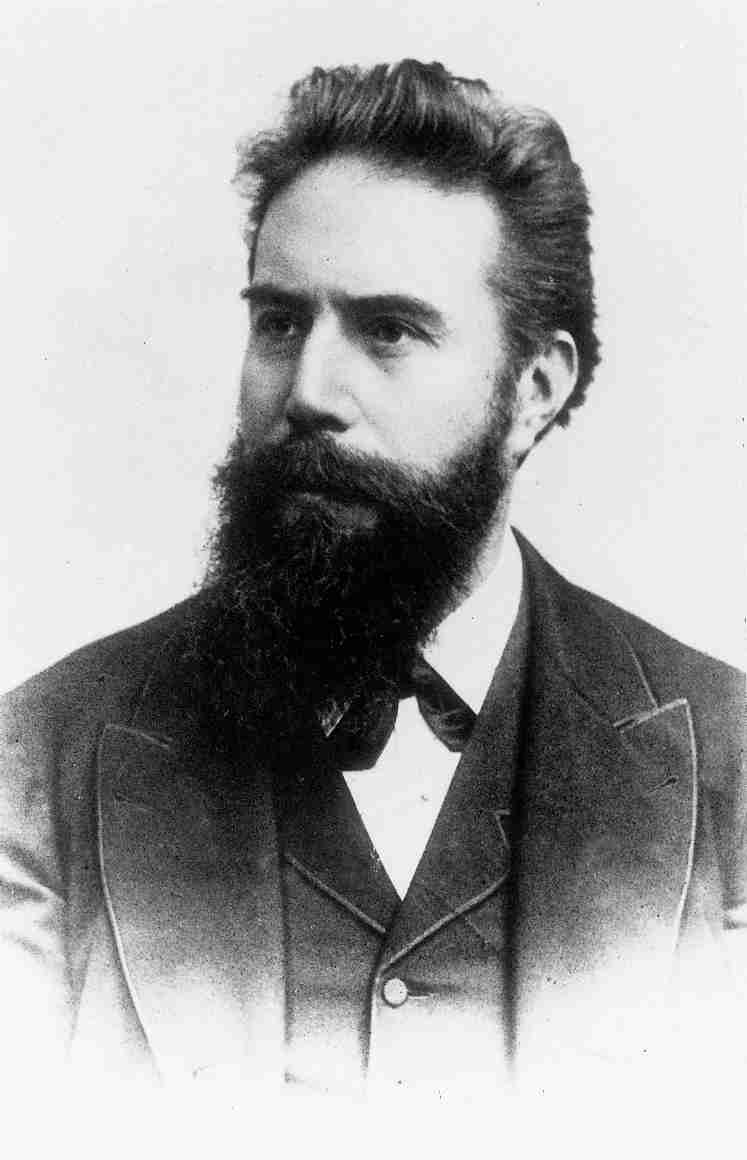
威廉·倫琴

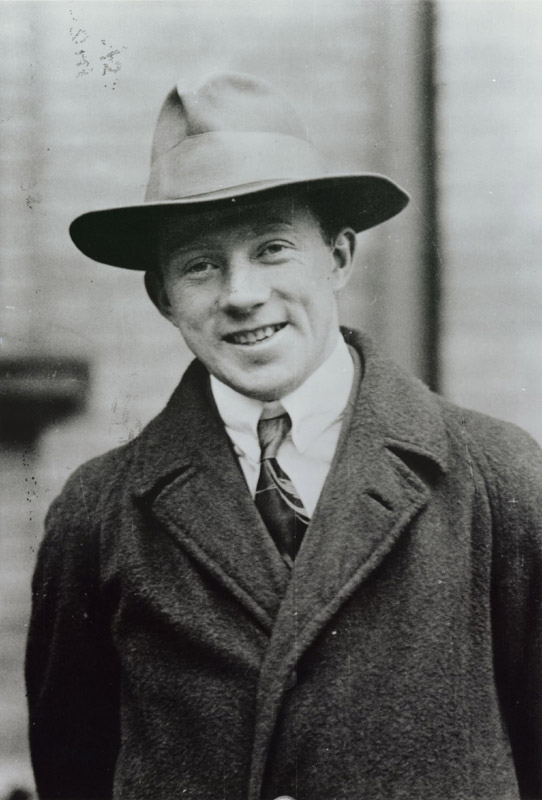
维尔纳·海森堡

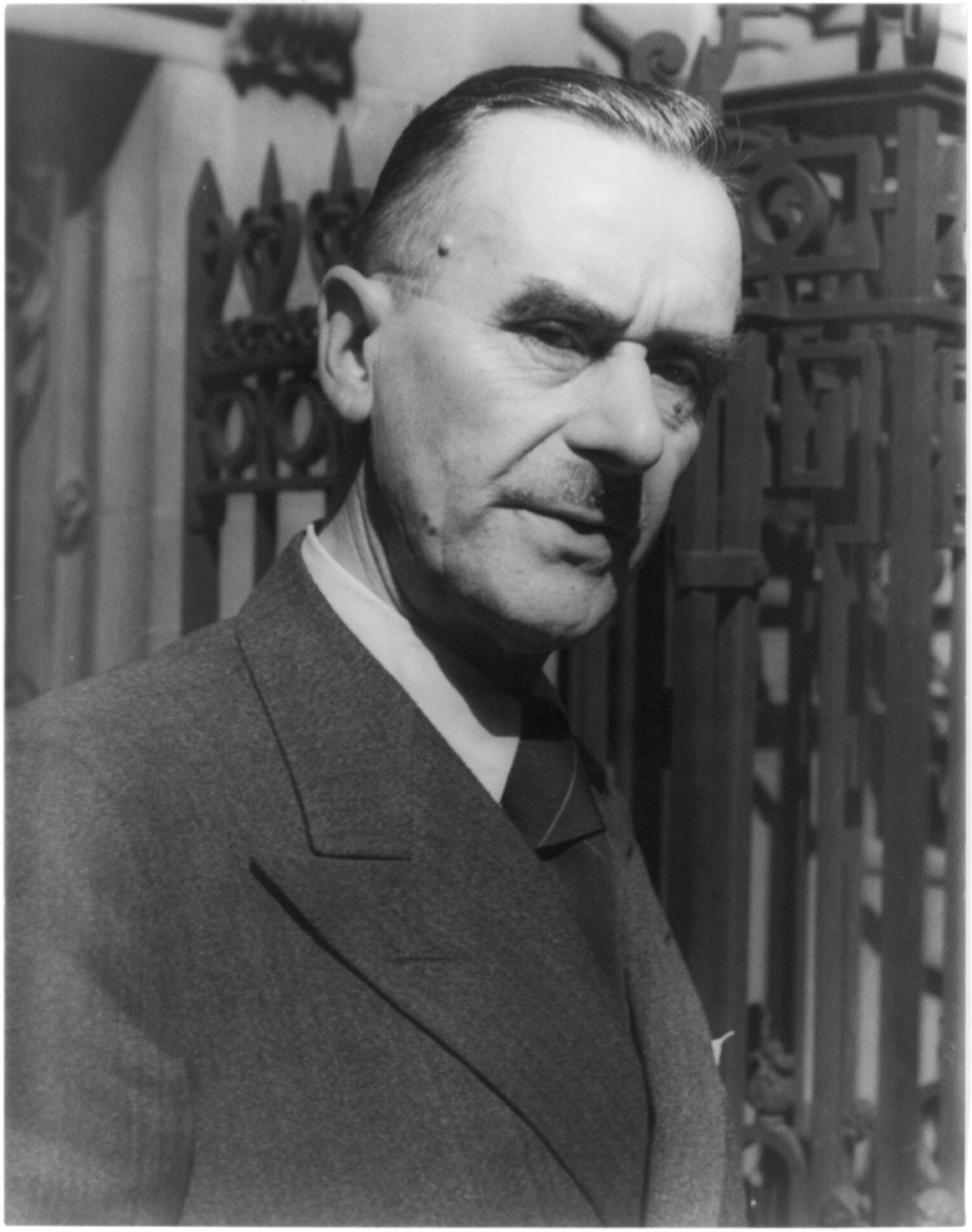
湯瑪斯·曼

3. 1914马克思·冯·劳厄（诺贝尔物理学奖）
4. 1918马克斯·普朗克（诺贝尔物理学奖）
5. 1919约翰尼斯·斯塔克（诺贝尔物理学奖）
6. 1926古斯塔夫·赫兹（诺贝尔物理学奖）
7. 1932维尔纳·海森堡（诺贝尔物理学奖）
8. 1945沃尔夫冈·泡利（诺贝尔物理学奖）
9. 1967汉斯·贝特（诺贝尔物理学奖）
10. 1986格尔德·宾宁（诺贝尔物理学奖）
11. 2001沃尔夫冈·克特勒（诺贝尔物理学奖）
12. 2005特奥多尔·亨施（诺贝尔物理学奖）
13. 2020赖因哈德·根策尔（诺贝尔物理学奖）

化学奖
1. 1902赫尔曼·埃米尔·费歇尔（诺贝尔化学奖）
2. 1905约翰·弗雷德里克·威廉·阿道夫·冯·拜尔（诺贝尔化学奖）
3. 1907爱德华·比希纳（诺贝尔化学奖）
4. 1915里夏德·梅尔廷·维尔施泰特（诺贝尔化学奖）
5. 1925里夏德·阿道夫·席格蒙迪（诺贝尔化学奖）
6. 1927海因里希·奥托·威兰（诺贝尔化学奖）
7. 1930汉斯·菲舍尔（诺贝尔化学奖）
8. 1936彼得鲁斯·约瑟夫斯·威廉默斯·德拜（诺贝尔化学奖）
9. 1938里夏德·库恩（诺贝尔化学奖）
10. 1939阿道夫·弗里德里希·约翰·布特南特（诺贝尔化学奖）
11. 1944歐托·漢恩（诺贝尔化学奖）
12. 1973恩斯特·奥托·菲舍尔（诺贝尔化学奖）
13. 1988哈特穆特·米歇尔（诺贝尔化学奖）
14. 2007葛哈特·艾爾特（诺贝尔化学奖）

生理学或医学奖
1. 1935汉斯·斯佩曼（诺贝尔生理学或医学奖）
2. 1936奥托·勒维（诺贝尔生理学或医学奖）
3. 1953汉斯·阿道夫·克雷布斯（诺贝尔生理学或医学奖）
4. 1964康拉德·布洛赫（诺贝尔生理学或医学奖）
5. 1973卡尔·冯·弗利施（诺贝尔生理学或医学奖）
6. 1991厄温·内尔（诺贝尔生理学或医学奖）
7. 1999布洛伯尔（诺贝尔生理学或医学奖）

文學獎
1. 1929湯瑪斯·曼（諾貝爾文學獎）

## 著名華人校友
- 汪猷，有机化学家、中国科学院院士，法国科学院外籍院士。
- 裘法祖，“中国外科之父”，中国科学院院士，华中科技大学同济医学院名誉院长。
- 王澤鑑，台灣民法學家，曾任司法院大法官。
- 蘇永欽，台灣公法學家，曾任司法院副院長兼大法官、國立政治大學講座教授。
- 葉百修，台灣公法學家，曾任司法院大法官、天主教輔仁大學法律學系兼任副教授。
- 陳春生，台灣公法學家，曾任司法院大法官、天主教輔仁大學、台北大學法律學系兼任教授。
- 陳新民，台灣公法學家，曾任司法院大法官。
- 李震山，台灣公法學家、曾任司法院大法官。
- 李惠宗，台灣公法學家、國立中興大學法律學系教授。
- 林鈺雄，台灣刑法學家、國立臺灣大學法律學院教授。
- 王士帆，台灣刑法學家、國立臺北大學法律學院教授。
- 謝銘洋，台灣民法學家，現任司法院大法官、國立臺灣大學法律學院兼任教授。
- 陳自強，台灣民法學家，國立臺灣大學法律學院特聘教授。
- 顏厥安，台灣法學家，國立臺灣大學法律學院特聘教授。
- 林明昕，台灣公法學家，國立臺灣大學法律學院教授。
- 劉孔中，中央研究院法律研究所研究員。
- 彭鳳至，前司法院大法官、曾任最高行政法院院長。
- 陳繼盛，台灣勞動法學家、前總統府資政。
- 吳秀明，現任公平交易委員會主任委員、國立政治大學法律學系兼任教授。
- 莊國榮，國立政治大學公共行政學系助理教授、前教育部主任秘書。
- 蕭文生，台灣公法學家、國立中正大學法學院教授。
- 柯耀程，台灣刑法學家、東海大學法律學院教授。
- 魏楚陽，國立中正大學政治學系副教授。
- 何鳳山, 中华民国外交官，曾拯救过数以千计的犹太人，被誉为“中国的辛德勒”。
- 郭明政，台灣社會法學家、國立政治大學特聘教授、政治大學法律學系教授。
- 張麗卿，台灣刑法學家、國立高雄大學特聘教授、國立高雄大學法學院院長、東海大學法律學院合聘教授、實踐大學法律系講座教授。
- 黃啟禎，台灣公法學家、東海大學法律學院副教授。
- 翁曉玲，台灣公法學家，曾任國家通訊傳播委員會(NCC)委員。國立清華大學通識教育中心、科技法律研究所合聘副教授。現任國民黨不分區(第十一屆)立法委員,因在質詢時表示自己對官員是"上對下"引發爭議。
- 周文敏，台灣生物學家，國立虎尾科技大學生物科技系系主任。
- 高文琪，台灣法哲學家、國立中正大學法律系副教授。專長為法理學、西洋法律思想史、法學方法論。